# Musée des cultures contemporaines Adama-Toungara

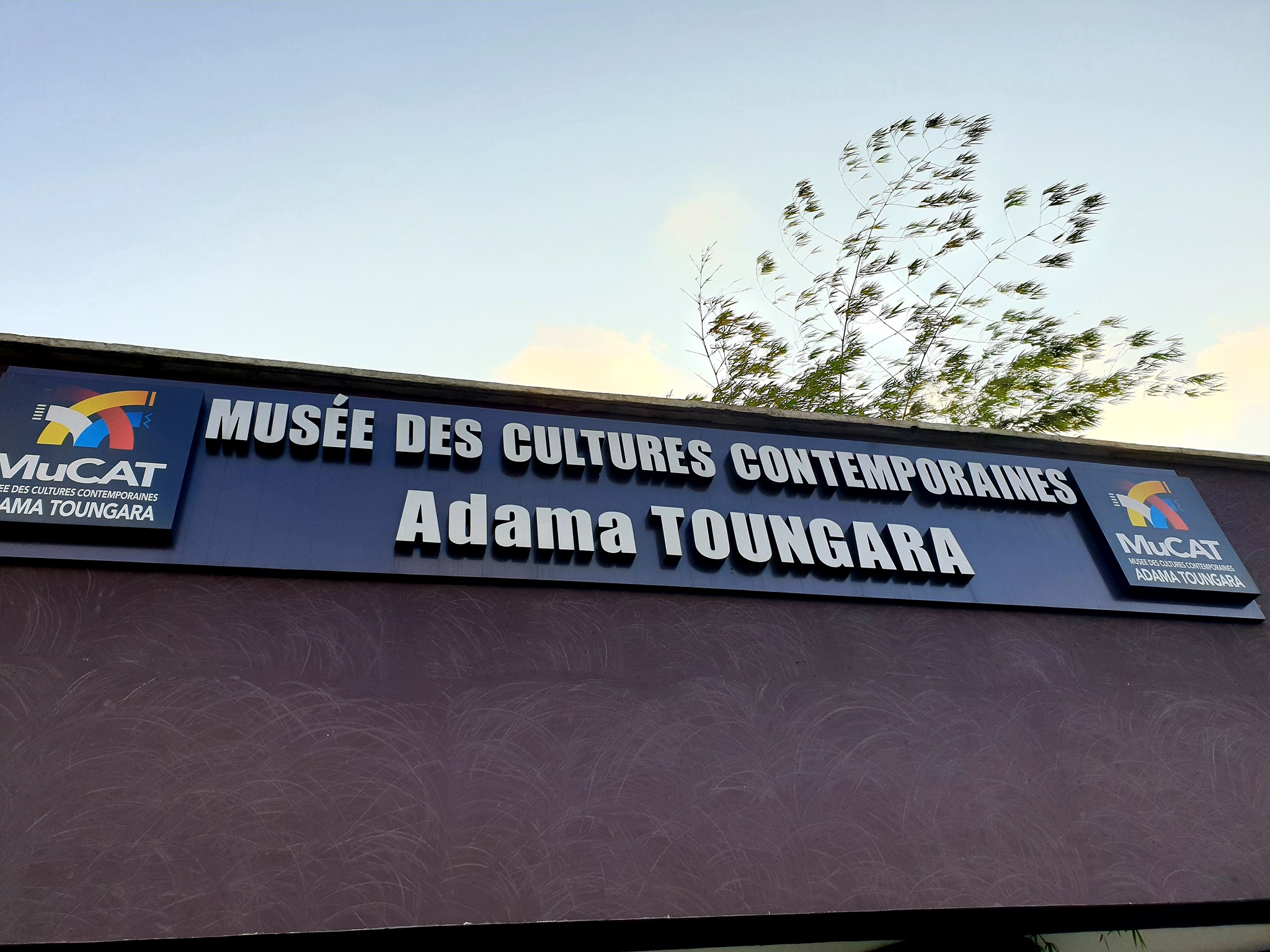
Photo de facade de l'enseigne lumineuse à l'entrée du Musée

Le musée des cultures contemporaines Adama-Toungara (MuCAT) est un musée à Abobo, commune du secteur nord d'Abidjan (Côte d'Ivoire). 
Bâti sur plus de 3 500 mètres carrés, il accueille des collections et des expositions.
Le MuCAT  a été inauguré le 20 mars 2020 avec l'exposition itinérante panafricaine « Prête Moi Ton Rêve » (commissaire Yacouba Konaté)
,.